# La Sarre
Pour les autres significations, voir Sarre.
La Sarre est une ville canadienne au Québec, chef-lieu de la MRC d'Abitibi-Ouest, dans la région de l'Abitibi-Témiscamingue. Ses habitants sont appelés « Lasarrois » et « Lasarroises ». La ville est bornée en partie au sud par Sainte-Hélène-de-Mancebourg et, au nord, par la municipalité du canton de Clerval.
C'est en 1917 qu'a lieu l'érection civile et religieuse de la municipalité du Canton La Sarre. Le 17 août 1949, la Municipalité du Village de La Sarre devient la Ville de La Sarre.
La Sarre est le chef-lieu de la municipalité régionale de comté de l'Abitibi-Ouest.

## Toponymie
À l'origine, le nom réfère à la rivière de la Sarre, une rivière franco-allemande qui naît du confluent de la Sarre rouge avec la Sarre blanche.
Quant au motif de l’appellation de la ville, il s'agit au départ du canton de La Sarre, la ville et du bureau de poste hérite de ce nom en 1915. Cette appellation provient du régiment de La Sarre. En 1756, le 2e bataillon de ce régiment fut envoyé en Nouvelle-France et servit sous Montcalm. Il participa notamment à la bataille de Fort Carillon et à la prise du Fort Oswego. C'est en l'honneur de ce régiment que fut nommé la ville.

## Histoire

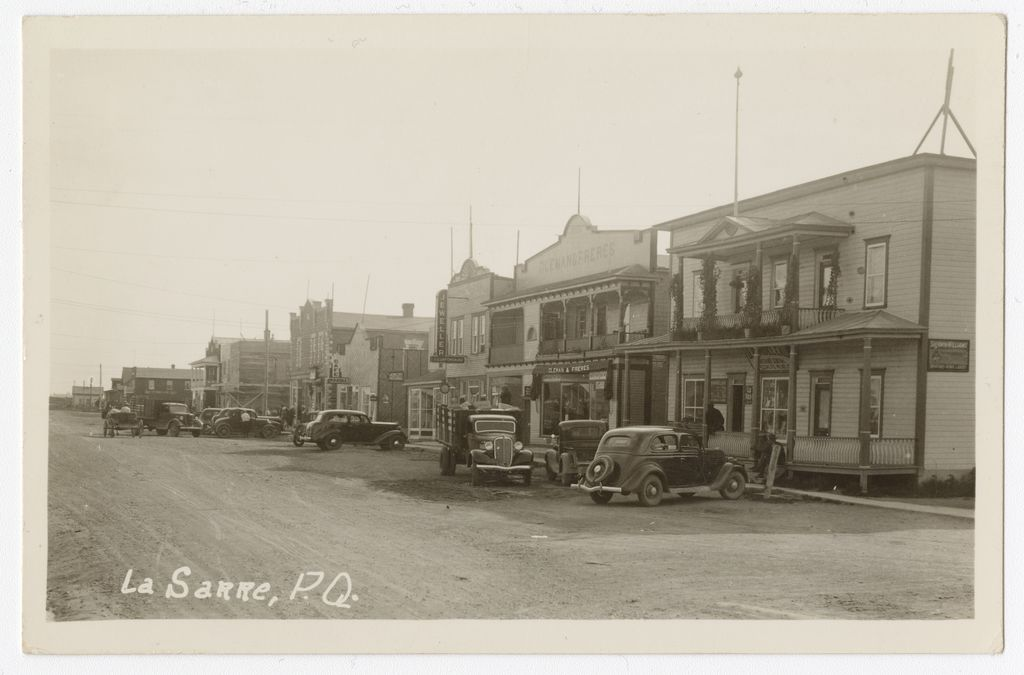
Entre environ 1920 et 1939.

La municipalité du canton de La Sarre fut d'abord créée en 1917, la même année que la paroisse de Saint-André-de-la-Sarre, et dénommée d'après le canton proclamé en 1916. La municipalité du village de La Sarre (1937) deviendra ville en 1949. En avril 1980, la ville et la municipalité de canton fusionnaient pour former l'actuelle municipalité.
Anciennement, l'endroit répondait à l'appellation de "Wabakin" (Station), en algonquin, de "wàba" et "akin" que l'on peut traduire par "il y a des montagnes de bois dur", puis de "Poisson Blanc", du nom algonquin de la rivière, "Adikkameg Sibi", qui a également été identifiée sous la dénomination d'Amikitik. Les premiers Lasarrois, au nombre de 6, se sont installés en squatters sur le territoire à la fin du XIXe siècle et ont été découverts lors de l'arpentage du canton par Georges-P. Roy en 1908.
Ancien poste de la Compagnie de la Baie d'Hudson, La Sarre demeure l'une des trois premières colonies de l'Abitibi et elle a joué les rôles de capitale de l'ouest de la région et de centre du district de colonisation, au début du siècle.

### Chronologie
- 1912 — Arrivée de la première famille.
- 1er août 1917 — Érection civile et religieuse de la municipalité du Canton La Sarre.
- 23 janvier 1937 — Érection de deux municipalités distinctes : Village de La Sarre et Canton La Sarre.
- 17 septembre 1949 — La Municipalité du Village de La Sarre devient la Ville de La Sarre.
- 19 avril 1980 — Regroupement du Canton de La Sarre et de la Ville de La Sarre menant à l'érection de la "Municipalité de la ville de La Sarre".
- 1989 — Désignation de La Sarre à titre de Capitale forestière du Canada.
- 2017 — lancement des festivités du 100e de la ville entre le 28 juin et le 2 juillet qui virent l'organisation de plusieurs activités et l'inauguration de la Promenade du Centenaire[4].

## Géographie

### Municipalités limitrophes
Dans des conditions idéales de circulation et météorologiques, Transport Québec estime les distances et temps de déplacement suivants sur le réseau routier entre La Sarre et ses municipalités limitrophes.
- Clermont 17 km, 14 minutes.
- Chazel 17 km, 13 minutes.
- Macamic 19 km, 14 minutes.
- St-Hélène-de-Mancebourg 14 km, 11 minutes.
- Dupuy 15 km, 11 minutes.

### Topographie
Selon le Ministère des Affaires municipales et de l'Habitation du Québec, la superficie totale de la ville de La Sarre est de 153,24 km2. La portion terrestre correspond à 148,79 km2.

### Climat
Selon la classification de Köppen, La Sarre est située dans la zone de climat continental humide sans saison sèche (Dfb).
Janvier est le mois le plus froid de l'année, avec des températures moyennes comprises entre −11,1 °C et −24,3 °C. Juillet est le mois le plus chaud de l'année, avec des températures moyennes entre 10,1 °C et 23,6 °C.
| Mois                              | jan.  | fév.  | mars  | avril | mai  | juin | jui. | août | sep. | oct. | nov. | déc.  | année |
| --------------------------------- | ----- | ----- | ----- | ----- | ---- | ---- | ---- | ---- | ---- | ---- | ---- | ----- | ----- |
| Température minimale moyenne (°C) | −24,3 | −22,8 | −15,9 | −5,3  | 1,7  | 7,4  | 10,1 | 9    | 5    | 0    | −7,8 | −18,4 | −5,1  |
| Température moyenne (°C)          | −17,7 | −15,3 | −8,6  | 1,3   | 9,1  | 14,6 | 16,8 | 15,4 | 10,9 | 4,5  | −3,8 | −12,9 | 1,2   |
| Température maximale moyenne (°C) | −11,1 | −7,9  | −1,3  | 8     | 16,4 | 21,8 | 23,6 | 21,9 | 16,7 | 9,1  | 0,1  | −7,5  | 7,5   |
| Précipitations (mm)               | 63,2  | 42,2  | 53,3  | 59,8  | 76,7 | 87,7 | 109  | 94,4 | 99,9 | 81,7 | 82,1 | 67,7  | 917,6 |

| Diagramme climatique                                  |               |               |           |             |             |             |           |           |          |             |               |
| J                                                     | F             | M             | A         | M           | J           | J           | A         | S         | O        | N           | D             |
| −11,1−24,363,2                                        | −7,9−22,842,2 | −1,3−15,953,3 | 8−5,359,8 | 16,41,776,7 | 21,87,487,7 | 23,610,1109 | 21,9994,4 | 16,7599,9 | 9,1081,7 | 0,1−7,882,1 | −7,5−18,467,7 |
| Moyennes : • Temp. maxi et mini °C • Précipitation mm |               |               |           |             |             |             |           |           |          |             |               |

## Urbanisme

### Domaines et quartier

#### Domaine Trudel
Le domaine Trudel se trouve dans l'Ouest de la ville, après avoir traversé la rue principale. Il comporte principalement des habitations pour les résidents. On y trouve aussi le Participarc (Parc pour la famille) et le terrain de Golf. Récemment, le restaurant Bordy s'y est également installé après son incendie au début de l'été 2024.

#### Domaine Dubuc
Le domaine Dubuc est un quartier résidentiel qui se situe à l'est de la ville. On y trouve plusieurs parcs, le Jardin du Patrimoine et l'école primaire « le Phénix-du-Savoir »accompagné d'une patinoire communautaire.

## Économie
Les principales ressources locales sont constituées de la forêt, qui recouvre plus de 4 700 km2 et qui alimente l'industrie du bois (notamment Norbor et Tembec), de même que l'agriculture, plus de 60 % des terres faisant l'objet d'un type de culture. L'industrie minière vient compléter le tableau économique de l'endroit, siège de la MRC d'Abitibi-Ouest.

## Démographie

### Évolution démographique
| 1941  | 1951  | 1961  | 1991  | 1996  | 2001  | 2006  | 2011  | 2016  |
| ----- | ----- | ----- | ----- | ----- | ----- | ----- | ----- | ----- |
| 2 167 | 2 744 | 3 944 | 8 513 | 8 345 | 7 728 | 7 336 | 7 719 | 7 282 |

| 2021  | - | - | - | - | - | - | - | - |
| ----- | - | - | - | - | - | - | - | - |
| 7 358 | - | - | - | - | - | - | - | - |

## Administration et politique

### Les maires
Les élections municipales se font en bloc pour le maire et les six conseillers.
| La Sarre Maires depuis 2001                                                                                          |               |         |          |
| Élection | Maire         | Qualité | Résultat |
| 2005 | Normand Houde |         | Voir     |
| 2009 | Normand Houde | Voir    |          |
| 2013 | Normand Houde | Voir    |          |
| 2017 | Yves Dubé     |         | Voir     |
| 2021 | Yves Dubé     | Voir    |          |
| Élection partielle en italique Depuis 2005, les élections sont simultanées dans toutes les municipalités québécoises |               |         |          |

## Vie sociale

### Éducation

#### Enseignement primaire et secondaire
Il y a 2 écoles primaires à La Sarre : L'Académie, située sur la 5e ave. et le Phénix-du-Savoir, situé sur la 12e ave.
On y trouve 2 écoles secondaire : La Polyno, qui sert de cheminement conventionel pour les jeunes de La Sarre et ses environs et Le Retour, servant de retour aux études pour les jeunes ayant abandonné leurs études secondaires.

## Culture

### Art et musique
Christian Leduc est un photographe né à La Sarre.
La Troupe à coeur ouvert est une troupe de théâtre musical fondée à La Sarre.
Les touristes peuvent visiter le Centre d'art de La Sarre qui se trouve dans la Maison de la Culture. Ce bâtiment comprend aussi la Bibliothèque municipale Richelieu de même que le Théâtre Lilianne-Perrault.
La Sarre (et ses environs) à fait naître plusieurs artistes musicaux dont Thomas Ariell, Adam Brousseau, Dany Pouliot, Lubik et Les Frères Greffard (Sébastien et Francis Greffard).

### Musées
À La Sarre, les touristes peuvent découvrir le métier de bûcherons et l'histoire de l'activité forestière en visitant le Centre d'interprétation de la foresterie, qui se situe dans le même bâtiment que le bureau d'information touristique.

### Festivals
Plusieurs festivals et évènements verrons le jour dans la ville La Sarre. Le Festival des langues sales est un festival qui se tient autour de la parole (humour, conte, musique, théâtre...). La première édition verra le jour en 2008 et se conclura avec la 11e édition en 2018,. Le festival propose plusieurs activités variées tout au long de l'évènement. C'est dans ce festival que le concours du bitchage de village est issu et contribue à l'essor du festival dans la région. Cet évènement présente plusieurs ambassadeurs viennent défendre leur village dans une compétition humoristique pour nommer un patelin gagnant à chaque édition.
En 2022, un nouveau festival de musique, le Ouestival, fait son apparition à La Sarre. En 2024, il présente sa troisième édition avec Philippe Brach et Fredz comme tête d'affiche.

## Transport

### Réseau routier
Le moyen principal de se rendre à La Sarre est par la route 393 qui traverse la ville. Elle est nommée 2e Rue Est dans celle-ci.

### Transport aérien
Le site officiel de la ville de La Sarre mentionne : « L’aéroport de La Sarre est situé à 12 kilomètres au nord de la ville, dans la municipalité voisine de Clermont. Il peut desservir les avions privés, les avions de ligne, les avions-cargos ainsi que les avions-citernes de type CL-215 »,.

## Logo
Description tirée d'un document officiel, non daté :
« Sous son aspect graphique, à l'exemple de la population lasarroise, il se veut révélateur d'une dynamique d'ensemble. Sous ses axes à angle droit, il exprime la droiture et ceux à angle ouvert, il témoigne de l'ouverture d'esprit, traits de caractère légendaires des résidents.
Associé au mot "La Sarre", il constitue le logotype officiel.
En examinant bien le logo, nous découvrons la lettre "L" renversée et la lettre "S" du mot La Sarre.
Aussi, par sa forme rectangulaire de couleur verte, il témoigne de la présence de l'industrie forestière et par le S de couleur bleue, il rappelle que la Rivière du Sud serpente le centre-ville».
Et à l'envers du document, nous pouvons lire : 

«Tant par ma figure

Que par ma fière allure,

J'exprime eau et verdure.

Que vous soyez résident

Ou de passage un instant,

La nature vous y attend.

Au revoir et à bientôt. »

## Personnalités liées à la ville
- Dany Aubé, chanteuse

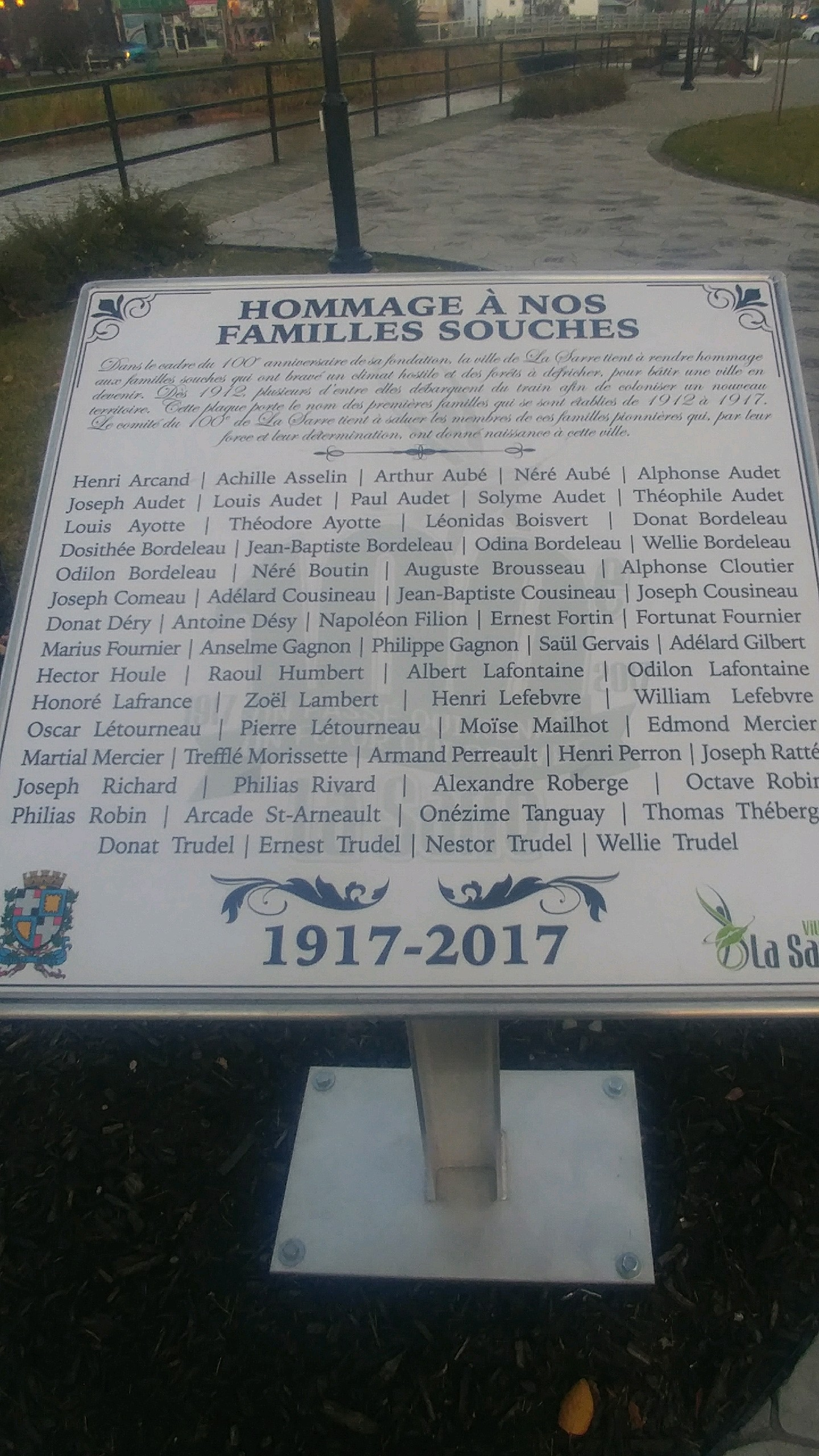
Panneau d'hommage aux familles souches de La Sarre installé au parc municipal.

- Louis Ayotte, pionnier ayant bâti la première maison à La Sarre
- Yannick Belzil, illustrateur, scénariste et animateur du balado « 3 bières ».
- François Gendron, député au Parti québécois
- Claude Hudon, Michel Caron, André Léonard, Marie-Nathalie Dufort et Jean Brousseau animateurs à la radio CKLS 1240 am de septembre 1976 à juin 1995; Claude-R. Lévesque journaliste de septembre 1974 à mai 1994 et de janvier 1997 à mai 2000. La station fut fermée quelques années plus tard et intégrée au réseau  Radio-Nord à la suite d'une rationalisation de l'entreprise.
- Jean Perron, homme d'affaires et ex-dirigeant de Normick Perron
- Bruno Wurtz, lettreur, pilote automobile et cascadeur[29],[30].